# Loi Brachard
 (juillet 2018).
Pour les articles homonymes, voir Brachard.
La loi Brachard, promulguée en 1935, est le premier texte législatif qui encadre en France le statut de journaliste professionnel.
« Après avoir procédé à la définition du métier [de journaliste professionnel], la loi Brachard a également reconnu aux journalistes un certain nombre de droits censés protéger leur liberté d’expression et renforcer leur indépendance », lit-on dans un rapport parlementaire de 2010.
Sa dernière version en date, en vigueur depuis 2008, est inscrite dans le Code du travail.

## Principes généraux
Tout titulaire d'une carte de presse en France a droit à une clause de conscience, une clause de cession, et un mois de salaire par année d'ancienneté en cas de licenciement.
Un décret d'application a créé la Commission de la carte d’identité des journalistes professionnels et la commission arbitrale, où sont représentés à parité journalistes et éditeurs de presse. Ils lui délèguent le règlement amiable de leurs litiges.
Si aucune faute grave n'a été prouvée, la commission arbitrale attribue immédiatement au journaliste son indemnité de licenciement. Il n'est pas possible de faire appel. Si la faute grave est prouvée mais l'employeur partiellement responsable, la commission arbitrale l'oblige également à verser cette indemnité d'un mois de salaire par année d'ancienneté.

## Histoire

### Origine et suites
Votée après plusieurs scandales éditoriaux et le rapport Brachard, la loi Brachard complète la Loi sur la liberté de la presse du 29 juillet 1881, dont l’article 6 affirme que « toute publication de presse doit avoir un directeur de publication », pénalement responsable en cas de diffamation, sauf s'il a permis au journaliste d'effectuer une enquête sérieuse. La loi Brachard a aussi institué en France un droit d'auteur des journalistes, reconnu aux États-Unis depuis l'Arrêt International News Service contre Associated Press de 1918. La loi Cressard de 1974 a étendu ces protections à tous les journalistes pigistes. L'employeur doit les licencier, avec indemnité, s'il réduit leurs piges. Ces lois ont professionnalisé la presse française par une réduction du turn-over des actionnaires et des journalistes, incités à s'investir dans la connaissance des dossiers, pour tisser progressivement un lien de confiance avec les lecteurs. Elles pénalisent financièrement les éditeurs de presse trop irréfléchis dans l'embauche et le licenciement des journalistes.
Le vote de la loi Brachard à l'unanimité le 29 mars 1935 a été précédé en 1934 par la création de l'allocation pour frais d'emploi des journalistes, et suivi par la signature en 1937 de la Convention collective nationale de travail des journalistes.

### Contexte politique
La presse parisienne subit dans les années 1920 et 1930 de vives critiques qui remettent en cause sa crédibilité, après la censure et le bourrage de crâne durant la Première Guerre mondiale.
Ces critiques sont mises en lumière, entre autres, par les révélations sur les dessous de l'affaire Arthur Raffalovitch, un scandale médiatico-financier lié aux emprunts russes avant la guerre, dont le placement massif auprès des épargnants français fut facilité par la corruption de nombreux médias et le remboursement compromis par la Révolution russe. En 1931 sort un recueil de 450 pages, qui provoque un certain émoi à Paris, regroupant l'ensemble de ces courriers sous le titre : L'Abominable Vénalité de la presse (Correspondance d'Arthur Raffalovitch, d'après les documents des archives russes 1897-1917). Le scandale causé par la publication de ce livre pousse les parlementaires à débattre de la création en France un statut de journaliste professionnel, qui devient légal après quatre années de débats et de réflexions.

### Débats et suites
La loi fut précédée d'une période de consultations au terme duquel le député rapporteur, Émile Brachard, rédigea le rapport Brachard, qui souligne que « dans tous les pays, la presse est placée sous un statut spécial, qu'il soit de privilège ou de contrainte ».
L'auteur de la loi ajoute que « si nous ne sommes pas de ceux qui prétendent faire de la presse un service public, nous considérons du moins que son rôle est capital dans un ordre démocratique, qu'elle n'est à même de le remplir que dans la liberté, et que le statut professionnel des journalistes est une des garanties de cette indispensable liberté ».
Peu après la promulgation de la loi, une convention collective est signée, le 23 novembre 1937 entre patronat et syndicats, qui établit les conditions d’embauche et de licenciement, les congés, les barèmes de salaires. Pour compléter ces trois années de réflexion intense en faveur d'une meilleure qualité de l'information, afin de faire appliquer la déontologie du journalisme, la Charte des devoirs professionnels des journalistes français est révisée et complétée deux mois plus tard, en janvier 1938, par le Syndicat national des journalistes, qui améliore ainsi la charte des devoirs rédigée en 1918, l'année de sa création.
Près de quarante ans après sa promulgation, la loi Brachard sera complétée en 1974 par la loi Cressard, qui étend le statut de journaliste professionnel et toutes ses garanties aux journalistes pigistes.

## Provisions de la loi

### Création d'une carte de presse professionnelle
La loi crée la carte de presse, garante du statut professionnel d'un citoyen qui se présente comme journaliste.
« Nous professons que le journal, étant un agent d'éducation populaire, doit être ouvert à quiconque a une idée, une critique à exprimer. Mais nous pensons aussi que le journal en lui-même, dans ses rubriques et dans sa formation technique, est une œuvre quotidienne qui ne doit être confiée qu'aux mains expérimentées des professionnels. Et parce qu'il est indispensable que ces professionnels puissent se faire reconnaître et se reconnaissent entre eux, nous nous proposons de créer un signe visible de reconnaissance, qui sera la carte d'identité », explique le rapport Brachard.
« Il s'agit aussi d'instituer et de poursuivre un sérieux enseignement technique, qui assurera le recrutement rationnel de la profession et haussera le niveau des valeurs », ajoute le texte.

### Droit d'auteur en cas de reproduction de l'article
L'article 1er de la loi prévoit que "le droit de faire paraître dans plus d'un journal ou périodique les articles ou autres œuvres littéraires ou artistiques dont les personnes mentionnées à l'article 30 a) sont les auteurs sera obligatoirement subordonné à une convention expresse qui devra indiquer les conditions dans lesquelles sera autorisée la reproduction". Cela viendra compléter le code de la propriété intellectuelle.
Cette disposition a été remise en cause en 2009 par la section de la loi Hadopi, consacrée aux droits d'auteur des journalistes professionnels, qui prévoit cependant le respect pendant trois ans des accords existants, la possibilité de signer de nouveaux accords pour l'utilisation de l'article après un certain laps de temps et le recours à une commission ad hoc là où aucune négociation sérieuse n'a abouti.

### Un mois de salaire par année de présence
L'indemnité du mois de salaire par année de présence, en cas de licenciement, est "la plus ancienne, la plus obstinée, je dirai presque la plus fiévreuse revendication des journalistes français, celle aussi qui, la première, reçut accueil de l'élément patronal", écrit Émile Brachard, dans son rapport. "On ne conteste pas le caractère exceptionnel d'une telle pratique, mais on appelle l'attention sur les trois considérations essentielles qui la justifient", ajoute-t-il en les détaillant :
- le marché du travail dans le journalisme, est restreint ;
- tout journaliste n'est pas apte à collaborer indistinctement à tout journal ;
- le journalisme est encombré par les amateurs et les intrus, et le véritable journaliste professionnel se heurte à tout moment à cette tenace et entreprenante armée.

Pour prouver qu'elle s'inscrit dans une longue tradition, le député cite par exemple l'arbitrage rendu, le 3 janvier 1896, par Alfred Mézières,
président de l'Association des journalistes parisiens, dans une affaire qui oppose au journal La Presse son collaborateur Maurice de La Fargue. Il raconte aussi qu'en 1910, se réunit à Trieste la vieille Union internationale des Associations de presse, dont Victor Taunay était le persévérant mainteneur" et qui prend position en faveur du principe "pour toutes les catégories de rédacteurs, le mois par année".

### Clause de conscience et clause de cession
Cette disposition est applicable aussi lorsque le journaliste est obligé de démissionner.
La clause de cession permet en particulier au journaliste de démissionner et de bénéficier d'une indemnité d'un mois de salaire par année d'ancienneté, soit la même chose qu'en cas de licenciement, si l'entreprise pour laquelle il travaille change d'actionnaires. Dans ce cas, la durée pendant laquelle il a le droit d'effectuer cette démission fait l'objet d'un accord d'entreprise, signé entre les syndicats et la direction. Dans un cas jugé exceptionnel, comme celui du quotidien Les Échos, racheté en 2007 par LVMH, la durée autorisée pour exercer cette clause a été fixée à trois ans à cause des compétences professionnelles pointues des journalistes du quotidien économique, qui rendaient plus complexes la recherche d'un travail équivalent.
Le plus souvent, cette durée ne dépasse pas quelques mois.
La clause de conscience, plus rare et plus difficile à appliquer, prévoit la même chose si le journaliste apporte la preuve que la ligne éditoriale de son entreprise a significativement changé, même sans changement d'actionnaire. La loi Brachard parle de "changement notable dans le caractère ou l'orientation du journal" si "ce changement crée pour la personne employée une situation de nature à porter atteinte à son honneur, à sa réputation ou, d'une manière générale, à ses intérêts moraux".

### Commission arbitrale
La Commission arbitrale tranche sur le montant des indemnités au-delà de quinze ans d'ancienneté, qu'il y ait licenciement, clause de conscience ou clause de cession. Elle tranche aussi en cas de licenciement pour faute grave sans indemnités. Cela permet d'alléger le travail du tribunal de prud'hommes, qui n'est alors pas obligé de statuer sur des questions de déontologie du journalisme.
La loi précise que "si le congédiement provient du fait de l'employeur, une indemnité est due, qui ne peut être inférieure à la somme représentant un mois, par année ou fraction d'année de collaboration, des derniers appointements ; le maximum des mensualités est fixé à quinze. Une Commission arbitrale sera obligatoirement saisie pour déterminer l'indemnité due, lorsque la durée des services excédera quinze années. Cette Commission sera composée de deux arbitres désignés par les organisations professionnelles d'employeurs et deux arbitres désignés par les organisations professionnelles des salariés ; elle sera présidée par un haut fonctionnaire, en activité ou retraité, de préférence de l'ordre judiciaire".
La commission peut être saisie aussi en cas de clause de cession ou de conscience, précise l'alinéa 30 d de l'article 1er de la loi.
« En cas de faute grave ou de fautes répétées, l'indemnité prévue [d'un mois par année d'ancienneté] pourra être réduite dans une proportion qui sera arbitrée par la Commission (arbitrale), ou même supprimée », indique l'alinéa 30c de l'article 1er de la loi.